# Elciego
Elciego (en euskera: Eltziego) es un municipio y localidad española de la provincia de Álava, en la comunidad autónoma del País Vasco. Cuenta con una población de 955 habitantes (INE 2024).

## Toponimia
El catedrático de gramática histórica del español Ricardo Ciérbide publicó un artículo sobre el topónimo Elciego explicando las varias hipótesis existentes sobre su posible etimología.
Existe una etimología popular, bastante extendida, que hace derivar el nombre del pueblo de una supuesta Venta del Ciego, que existió en el lugar. Según la leyenda el primitivo núcleo de población se encontraba donde actualmente está la ermita de San Vicente. En aquel lugar existía un venta que dio lugar al nombre del pueblo. Esta etimología aparece mencionada en el Diccionario Histórico Geográfico del País Vasco de Pascual Madoz, publicado en 1802.

Dícese también que cierto vecino ciego hizo en los referidos términos [alude a la Ribera, lugar donde pudo estar el casco primitivo de Elciego] una venta llamada del Ciego, para comodidad de los transeúntes, de la que verosímilmente tomó su nombre esta villa.

Sin embargo, Ciérbide no considera esta versión verosímil y la descarta por dos razones:
- Elciego aparece documentado por primera vez en una fecha muy temprana (1067) y bajo el nombre El Cieko.
- Existen en las proximidades otras dos localidades como Lanciego o Samaniego, que presentan la misma terminación -iego y que inducen a pensar en la existencia del mismo patrón en los tres topónimos.

Según Ciérbide la hipótesis más plausible es pensar que el topónimo está formado por una raíz unida al sufijo -iego, que es según el autor una evolución romance del sufijo latino| -eco. Este sufijo tendría el mismo valor que -edo, indicando 'sitio de'.
Sobre la raíz que se adaptaría a la formación de un nombre como Elciego según Ciérbide esta sería elicina, palabra que significa 'encina' y que es una evolución del latín vulgar elice. La evolución habría sido algo así elicinaeco->el(i)ci(n)ieco->elcieco->elciego. Según esta hipótesis que defiende Ciérbide, Elciego significaría etimológicamente 'el encinar'.
Otra hipótesis que Ciérbide considera plausible, pero no probable, es la de derivar el nombre del ibérico ilici, junto al sufijo -iego. Este término aparece en la raíz del topónimo Elche.

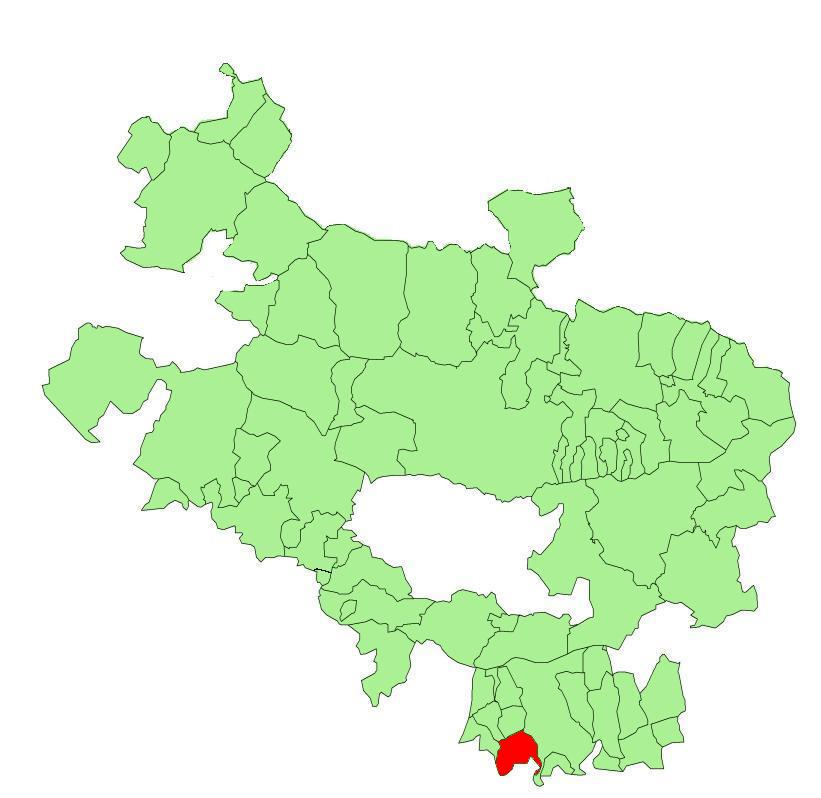
Extensión del municipio en la provincia de Álava

Por último Ciérbide descarta que el topónimo Elciego pudiera tener origen en la palabra vasca elke (campo cultivado), como ha solido apuntarse por algunos autores. Ciérbide descarta esta hipótesis por razones lingüísticas (considera imposible obtener Elciego a partir de una evolución de la palabra elke) e históricas; a su juicio en la toponimia de la Rioja Alavesa tiene muy poca influencia el euskera, ya que se trata de una comarca que en la antigüedad tenía sustato étnico celta (berones), fue profundamente romanizada y posteriormente en la Edad Media, aunque recibió población alavesa y navarra que era vascófona, quedó muy tempranamente romanceada.
Dado que se dejó de hablar euskera en la comarca hace muchos siglos, no existía un nombre tradicional para el pueblo en este idioma. Tras estudiar el tema, la Real Academia de la Lengua Vasca consideró que el nombre correcto en este idioma era Eltziego, que es una adaptación de Elciego a la pronunciación y grafía del euskera (que no posee un sonido como la c en español).
Por otro lado, que el nombre de la localidad vecina de Lanciego derive de Lantzeaga (lugar de cultivos) lantze = cultivo, hace plausible que Elciego también derive del euskera. Según Caro Baroja, eltze significa 'terreno baldío' o 'solar'. Eso nos lleva a suponer que Eltziego se llamó Eltzeaga, 'lugar de solares'. También eltze significa 'olla' o 'puchero', por lo podría tratarse de un lugar en donde los fabricasen.
La actual corporación municipal sin embargo ha optado por utilizar el nombre Zieko, que se basa en El Cieko, nombre antiguo con el que aparece transcrito el nombre del pueblo en 1067 y considerando que el primer elemento es un artículo. Actualmente esta forma es la que se utiliza como denominación cooficial por el ayuntamiento. En 2006 se trató de oficializar la denominación Elciego/Zieko, pero el Gobierno Vasco y la Diputación Foral de Álava desestimaron esa oficialización al considerar que no se ajustaba a las normas lingüísticas. 

## Geografía
La villa de Elciego se encuentra al sur de Rioja Alavesa, la comarca más meridional de la provincia de Alava.
La altitud sobre el nivel del mar es de 451 metros y tiene una extensión de 166 km².
En 2015 su población es de 1051 habitantes y pertenece a la Cuadrilla de Laguardia-Rioja Alavesa, en la comarca de Rioja Alavesa.
Elciego limita al norte con Navaridas y Laguardia, al sur con el río Ebro y Cenicero, al este con Lapuebla de Labarca y con Baños de Ebro al poniente.
La presión barométrica media es de 727 mm Hg. La pluviosidad media varía bastante de unos años a otros. En años normales se sitúa alrededor de 450 l/m².
Forma parte del municipio el despoblado de San Andrés de la Ribera.

## Historia
El primer testimonio escrito sobre Elciego lo encontramos en el año 1067, en el Cartulario de San Millán de la Cogolla. Se trata de un documento en forma de acta de testamento de Aznar Díaz de Zieko, redactado en latín de la época con un espíritu profundamente cristiano.
No se puede hablar de la historia de Elciego sin tener en cuenta el Fuero de Laguardia. Como tampoco se puede valorar el Fuero como algo dado solamente a los antiguos habitantes de lo que es actualmente la villa de Laguardia. El Fuero está fechado el 25 de mayo de 1164 y fue otorgado por Sancho VI el Sabio. La aldea Elciego, al igual que tantas otras, se vio beneficiada. Sus habitantes recibieron privilegios por pertenecer a esa franja conflictiva limítrofe, a menudo azotada por las constantes luchas entre el Reino de Navarra y el Reino de Castilla. El Fuero concedía facilidades para todos los pobladores de estas zonas limítrofes, la población aumentaba y la defensa de estas tierras estaba asegurada.
Durante los siglos XIV y XV la población de Elciego va en aumento. En 1366, según el apeo de Navarra, contaba con quince fogueras (hogares), y además un Clérigo y seis fijos-dalgo. A pesar de la tremenda peste del año 1564 que asoló varias aldeas hasta desaparecer alguna de ellas, Elciego se sobrepuso. Conforme a la relación dada por el Corregidor de Laguardia, en 1571 Elciego contaba ya con 150 fogueras.
1583 constitución de Elciego como villa
Los habitantes de Elciego nombraron una comisión que les representase ante el rey en Madrid. Juan Sánchez Navarro de Ubago y Gregorio Velázquez fueron los elegidos. Se comienza el 16 de marzo de 1583 y se concluye el 12 de noviembre. La celeridad del proceso es debida al entendimiento por ambas partes y a la necesidad del Rey de obtener pronto dinero para sus continuas guerras. El rey envía un emisario a Elciego para realizar el censo. Cada uno de los 275 vecinos deberá pagar 11 250 maravedís, lo que hizo un total de 3 093 750 maravedís.
Cumplidos los plazos y tras diversos avatares, el 12 de noviembre de 1583, Felipe II concede a Elciego la Carta de Privilegio. En ella le separa de la villa de Laguardia y la constituye en «villa de por si e sobre si», dotándola de jurisdicción propia y de todos rasgos e instrumentos propios de la justicia: «picota, horca, cuchillo y cepo».
Durante el siglo XVIII se realizan las principales obras del pueblo: plaza Mayor, ayuntamiento, con su escudo propio, regalo del rey Felipe II, la ermita de la Virgen de la Plaza, etc. El desarrollo económico va unido al desarrollo artístico. El tema vinícola cobra gran auge y se construyen las casas señoriales.
El siglo XIX supone un afianzamiento económico con visión de futuro. Elciego es el mayor productor de vino de la zona y su principal preocupación, al igual que en toda la zona, era la de instalar una producción vinícola de tipo industrial La Real Bascongada de Amigos del País propició las mejoras tecnológicas que dieron lugar al nacimiento del vino Rioja. Camilo Hurtado de Amézaga, marqués de Riscal, fue pionero en rentabilizar los proyectos de dicha sociedad y puso las bases para una verdadera industrialización vitivinícola al más puro estilo bordelés.
Desde el punto de vista social, la población se dividía en dos grandes estamentos: los hijosdalgos (libres de cargas e impuestos, con derecho a propiedad de tierras) y los pertenecientes al pueblo llano. Mucha gente se instala en Elciego acreditando su condición de noble mediante su carta executoria, acogiéndose a las ventajas de tal condición y a la prosperidad de la villa.
En 1864, Elciego contaba con 345 vecinos según el Nomenclátor Foral.
Durante el primer cuarto de siglo XX, el sector económico sufre una importante crisis. Se producen tres fenómenos puntuales desde el punto de vista social: por un lado, la división de la población en dos clases diferenciadas va desapareciendo paulatinamente. Por otro lado, los pequeños agricultores van adquiriendo tierras y haciendas de terratenientes. Ya, por último, en la vida social, y en vísperas de la Guerra Civil, se nota una cierta politización.

## Demografía
Elciego cuenta con una población de 955 habitantes (INE 2024).
| Gráfica de evolución demográfica de Elciego entre 1842 y 2021                                                       |
| |
| Población de derecho según los censos de población del INE Población de hecho según los censos de población del INE |

Gráfico de población 1900-2000
| Gráfica de evolución demográfica de Elciego entre 1900 y 2000 |
|                                                               |

Gráfico de población 1988-2008
| Gráfica de evolución demográfica de Elciego entre 1988 y 2008 |
|                                                               |

## Economía

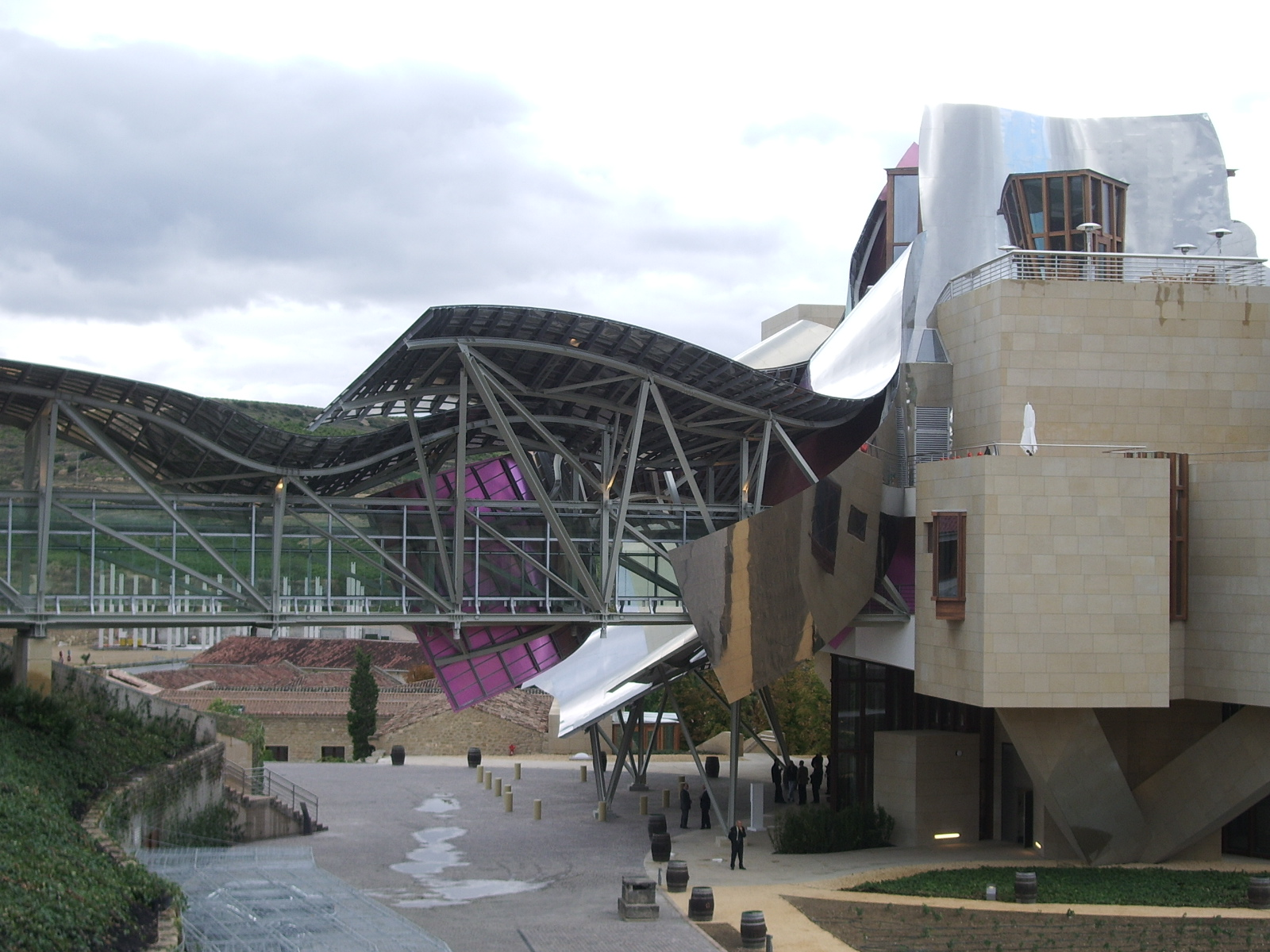
Bodega y hotel Marques de Riscal, obra del arquitecto Frank Gehry

El sistema socioeconómico de Elciego gira en torno al mundo del vino, ya sea en la viticultura, en la elaboración o en el turismo emergente que ha nacido vinculado al vino. En Elciego conviven viticultores, pequeñas bodegas de cosechero, bodegas familiares con incipiente dedicación a la crianza, medianas y grandes bodegas, ofreciendo todo este conjunto un amplio abanico de estilos que abarca desde los mimados vinos de año o cosecheros hasta los tan afamados actualmente vinos de alta expresión.
De gran relevancia turística y económica para la localidad, en relación con la cultura del vino, es la construcción en la localidad del singular Hotel Marqués de Riscal, anexo a las bodegas del mismo nombre, obra del arquitecto canadiense Frank Gehry.
El vino
La historia vitícola de Elciego se remonta a tiempos inmemoriables pero fue en los siglos XVI y XVII cuando el viñedo se extendió de tal forma por el término municipal que la producción llegó a multiplicarse por siete. A principios del siglo XIX, la producción vinícola de Elciego era de 1,8 millones de litros, dato que convertía a la localidad en la más importante en volumen de Rioja Alavesa.
La plaga de la filoxera en Francia, a finales del siglo XIX, significó para Elciego una nueva etapa de expansión vitícola. La vid conquistó suelo a otros cultivos, como el olivo o los cereales y, en pocos años, la superficie del viñedo se incrementó en 160 hectáreas. Así en 1880 la producción de vino alcanzaba los dos millones de litros con una superficie de viñedo de 1210 hectáreas. Durante casi 100 años, Marqués de Riscal (fundada en 1860) marcó la pauta de los cosecheros y los viticultores de Elciego, al comprarles el vino o la uva y emplear en sus viñas a buena parte de la población en edad de trabajar. Tras dos decenios de cierta penuria económica llegamos al boom de los años 1970 y el aterrizaje de nuevas bodegas que mejoraron sensiblemente las rentas de los viticultores.
De los 16 km² de su jurisdicción, un 90 % se considera superficie agraria útil. La mayor parte de sus cepas están hincadas entre 430 y 480 metros, una variación escasa. Son terrenos calizos y pobres, profundos y esponjosos. Se trata de un viñedo privilegiado con casi un 90 % de variedad Tempranillo, menos de un 4 % de otras variedades tintas (Graciano, Mazuelo) y el resto dedicado a las variedades blancas que se resumen en la Viura y algo de Malvasía. Así, en Elciego se contaba en 2005 con en torno a 275 explotaciones vitícolas tanto de agricultores a título principal como de los denominados a tiempo parcial. Las explotaciones de Elciego suman alrededor de 1400 hectáreas.

## Administración y política

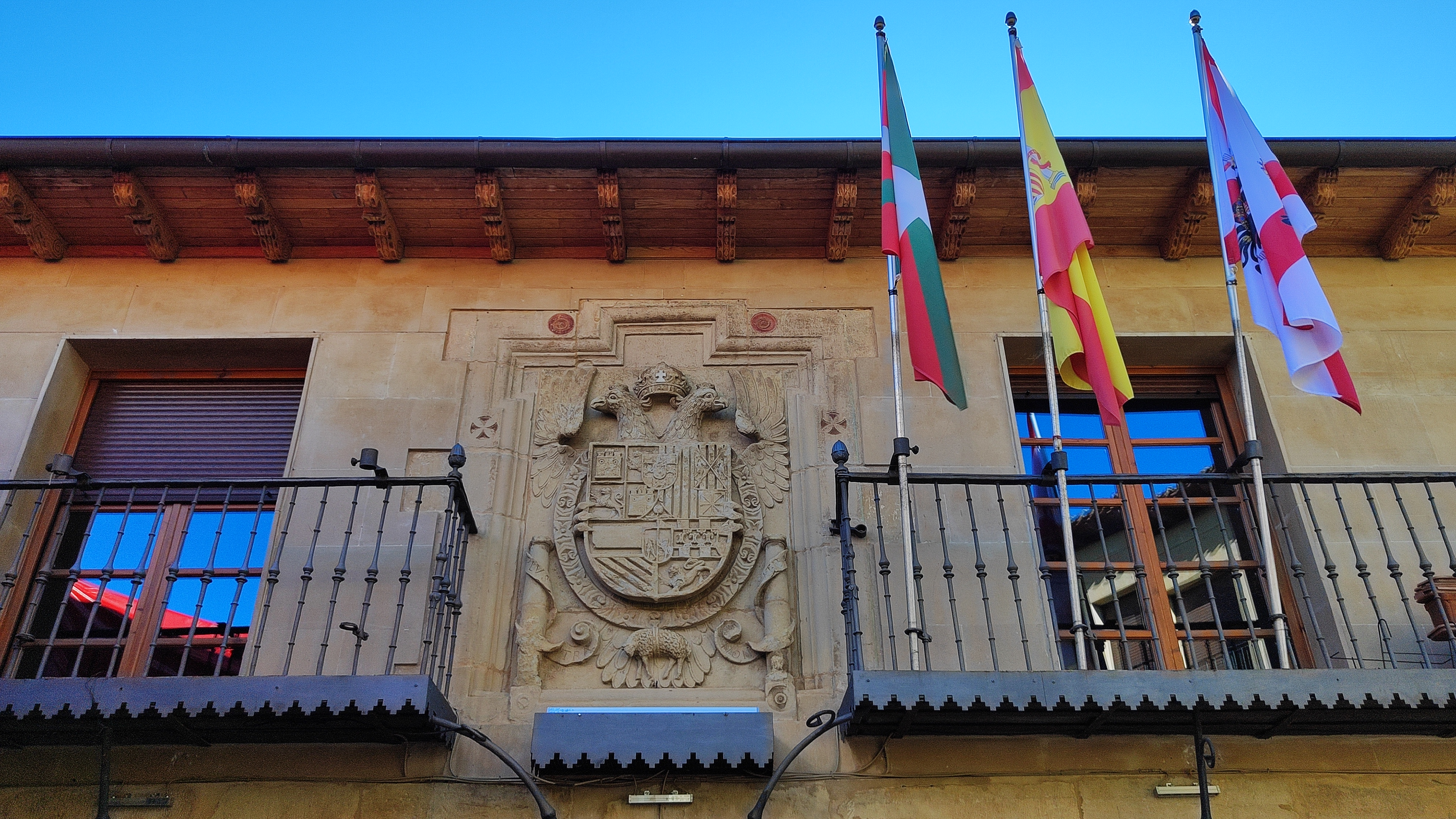
Ayuntamiento de Elciego

| Periodo   | Nombre                          | Partido | Partido                                                       |
| --------- | ------------------------------- | ------- | ------------------------------------------------------------- |
| 1979-1991 | Rafael Cruz Sáenz Castro        |         | Partido Socialista de Euskadi (PSE PSOE)                      |
| 1991-1995 | Fidel Uribe Alonso              |         | Partido Socialista de Euskadi (PSE PSOE)                      |
| 1995-1999 | Fidel Uribe Alonso              |         | Partido Socialista de Euskadi-Euskadiko Ezkerra (PSE-EE PSOE) |
| 1999-2011 | Rafael Cruz Sáenz Castro        |         | Partido Socialista de Euskadi-Euskadiko Ezkerra (PSE-EE PSOE) |
| 2011-2022 | Luis Aldazábal Ruiz de Viñaspre |         | Zieko Bai (ZB)                                                |
| 2022-act. | Juan Carlos Uribe Rueda         |         | Zieko Bai (ZB)                                                |

| Partido político                                              | 2023  | 2023       | 2019  | 2019       | 2015  | 2015       | 2011  | 2011       | 2007  | 2007       | 2003    | 2003       | 1999    | 1999       | 1995  | 1995       | 1991  | 1991       |
| Partido político                                              | %     | Concejales | %     | Concejales | %     | Concejales | %     | Concejales | %     | Concejales | %       | Concejales | %       | Concejales | %     | Concejales | %     | Concejales |
| Zieko Bai (ZB)                                                | 45,36 | 4          | 68,69 | 7          | 62,98 | 6          | 49,12 | 5          | 43,71 | 3          | —       | —          | —       | —          | —     | —          | —     | —          |
| Partido Socialista de Euskadi-Euskadiko Ezkerra (PSE-EE PSOE) | 31,70 | 2          | 10,59 | 1          | 18,73 | 2          | 27,05 | 2          | 35,79 | 3          | 35,51   | 3          | 35,03   | 3          | 40,09 | 3          | 43,16 | 3          |
| Partido Popular del País Vasco (PP)                           | 12,98 | 1          | 18,94 | 1          | 15,49 | 1          | 19,44 | 2          | 17,82 | 1          | 23,58   | 1          | 26,50   | 2          | 19,22 | 1          | 13,34 | 1          |
| Ezker Batua-Berdeak (EB-B)                                    | —     | —          | —     | —          | —     | —          | 3,95  | 0          | 1,13  | 0          | —       | —          | —       | —          | —     | —          | —     | —          |
| Euzko Alderdi Jeltzalea-Partido Nacionalista Vasco (EAJ-PNV)  | —     | —          | —     | —          | —     | —          | —     | —          | —     | —          | 39,35   | 3          | 34,88   | 2          | 11,41 | 1          | 11,37 | 1          |
| Unidad Alavesa (UA)                                           | —     | —          | —     | —          | —     | —          | —     | —          | —     | —          | 0,14    | 0          | 1,5     | 0          | 0,6   | 0          | 1,48  | 0          |
| Eusko Alkartasuna (EA)                                        | —     | —          | —     | —          | —     | —          | —     | —          | —     | —          | Con PNV | Con PNV    | Con PNV | Con PNV    | 27,33 | 2          | 30,48 | 2          |

## Cultura

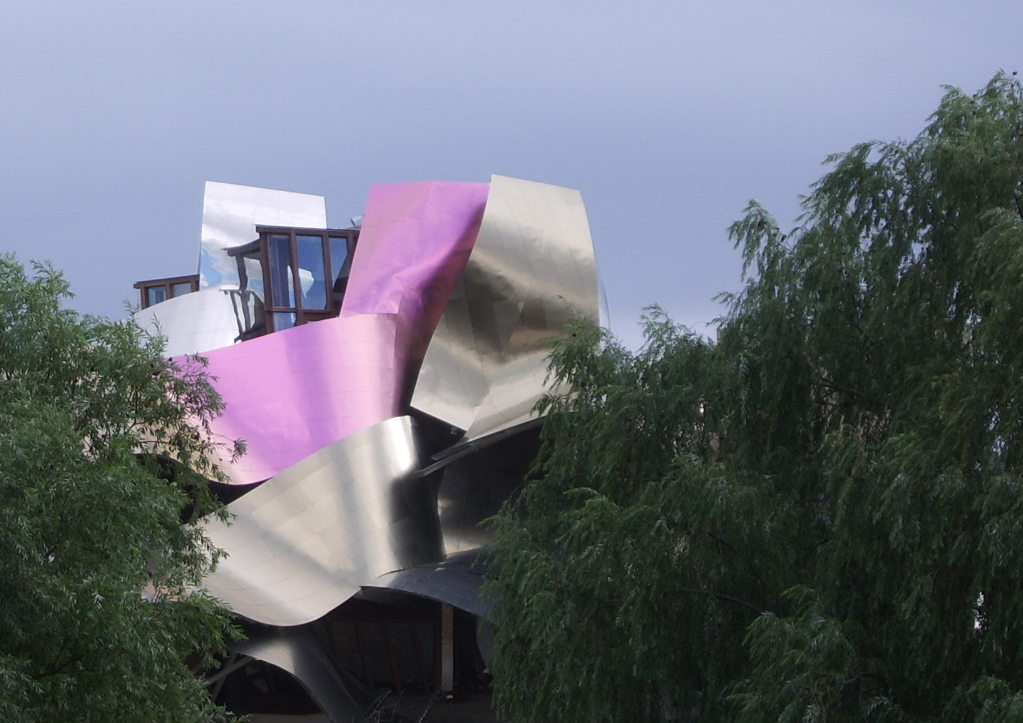
Detalle de la bodega y hotel Marques de Riscal

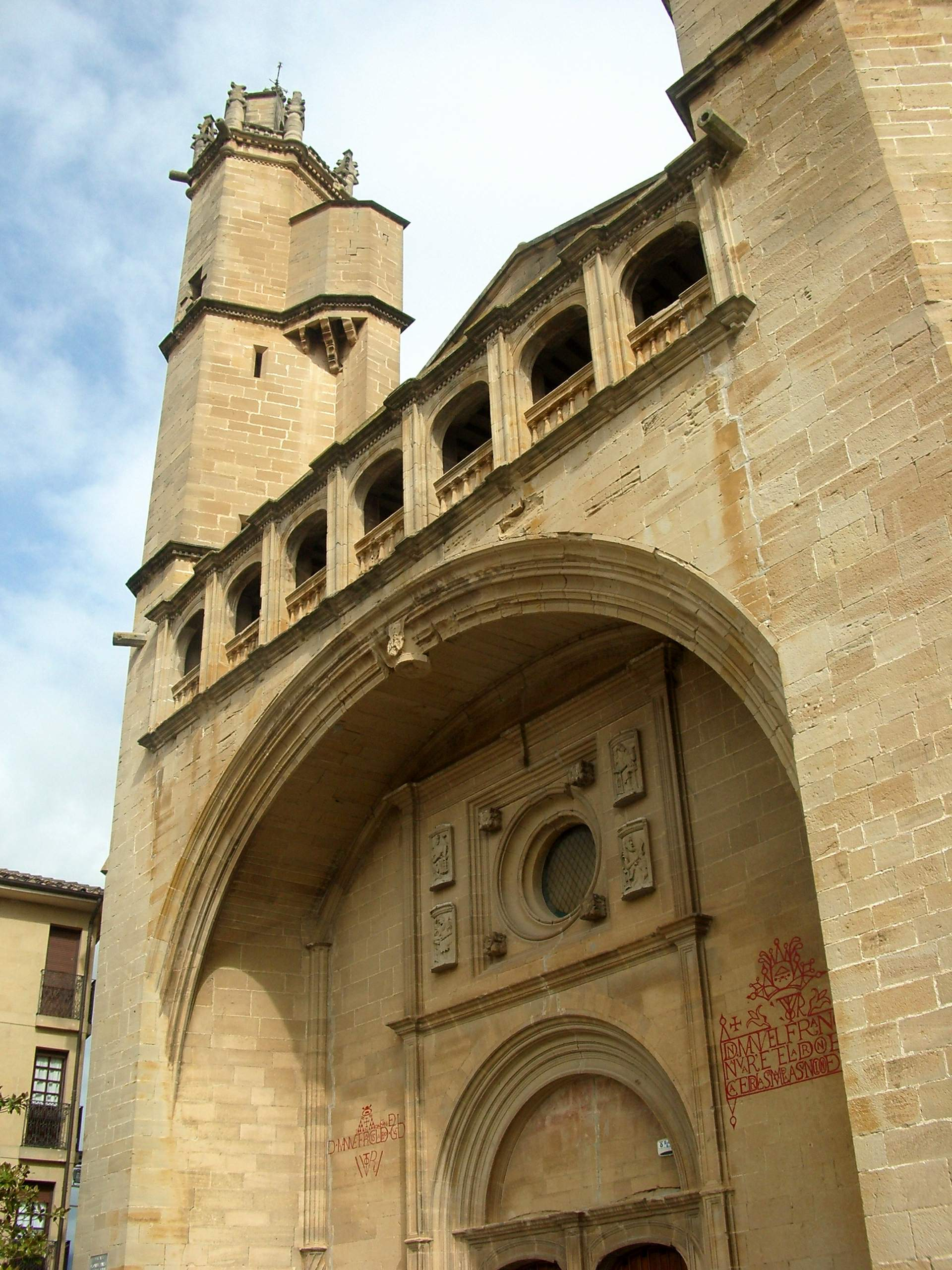
Iglesia de San Andrés

### Patrimonio material
- Iglesia parroquial de San Andrés.[7]
- Plaza Mayor
- Ayuntamiento.[8]
- Ermita de Nuestra Señora la Virgen de la Plaza. Ubicada en la plaza Mayor y situada sobre una construcción anterior.[9][10]
- Picota sobre cuádruple grada cuadrangular, ubicada en un espacio ajardinado de la avenida Marqués de Riscal.[11][12]
- Crucero. Situado en una zona ajardinada del núcleo, en la calle Norte. Antes se encontraba en el cruce mismo de caminos, cumpliendo el cometido de señalización y protección de encrucijadas.[12][13]
- Palacio Navarrete Ladrón de Guevara o casa de los Hierros.[14]
- Casa señorial de los Ramírez de la Piscina.[15]
- La Casa del Barco 3 es una edificación barroca que forma medianera con la casa señorial de los Ramírez de la Piscina con la que comparte cornisa.[16]
- Palacio Zárate Nabar.[14]
- Frontón.[17]
- Bodegas subterráneas.[18]
- Bodega Marqués de Riscal. Proyectada en 1860 por el ingeniero Ricardo Bellsolá. Aloja el botellero centenario,[19]que conserva botellas de todas las añadas desde 1862.[20]
- Ermita de San Roque.[21]
- Ermita de San Vicente.[22]
- Molino La Mezana o El Mocho, a orillas del rio Ebro, en el extremo Sur de la jurisdicción de Elciego.[23]
- Antiguo hospital (no existe). Existen datos de la existencia de un hospital desde la visita pastoral de la Diócesis de Calahorra efectuada por el licenciado Martín Gil en 1556. En 1968 se documenta una solicitud de subvención para adaptar el hospital como vivienda para el médico. Se derriba a principios de los años 90, utilizándose su solar para el amejoramiento viario del acceso a la localidad.[24]

### Patrimonio inmaterial
- Septiembre: Fiestas patronales de la Virgen de la Plaza.[25]
- Primer fin de semana de julio: Fiestas de Santa Isabel.[26]
- Fiestas de cofradías (San Roque y San Gregorio, San Vicente y San Andrés).[27]
- Último sábado de noviembre: Fiesta de Acción de Gracias o Día de Gracias.[28]